# Élections cantonales de 1992 en Dordogne
Les élections cantonales ont eu lieu les 22 et 29 mars 1992.
Lors de ces élections, 26 des 50 cantons de la Dordogne ont été renouvelés. Elles ont vu l'élection de la majorité RPR dirigée par Gérard Fayolle, succédant à Bernard Bioulac président PS du Conseil général depuis 1982.

## Résultats à l’échelle du département
Répartition départementale des résultats (2e tour).
- PCF (11,1 %)
- PS (29,48 %)
- Majorité (9,43 %)
- RPR (22,91 %)
- UDF (13,3 %)
- DVD (13,79 %)

| Étiquette      | Étiquette                          | Premier tour | Premier tour | Second tour | Second tour | Sièges |
| Étiquette      | Étiquette                          | Voix         | %            | Voix        | %           | Sièges |
| -------------- | ---------------------------------- | ------------ | ------------ | ----------- | ----------- | ------ |
|                | Parti socialiste                   | 28 878       | 23,33        | 26 940      | 29,48       | 6      |
|                | Parti communiste français          | 19 198       | 15,51        | 10 141      | 11,10       | 2      |
|                | Majorité présidentielle            | 10 327       | 8,34         | 8 613       | 9,43        | 4      |
|                | Parti radical de gauche            | 1 933        | 1,56         |             |             | 1      |
|                | Extrême gauche                     | 791          | 0,64         |             |             |        |
| Gauche         | Gauche                             | 61 127       | 49,38        | 45 694      | 50,00       | 13     |
|                |                                    |              |              |             |             |        |
|                | Rassemblement pour la République   | 20 534       | 16,59        | 20 929      | 22,91       | 5      |
|                | Divers droite                      | 16 431       | 13,28        | 12 599      | 13,79       | 5      |
|                | Union pour la démocratie française | 12 026       | 9,72         | 12 150      | 13,30       | 3      |
|                | Front national                     | 7 508        | 6,07         |             |             |        |
| Droite         | Droite                             | 56 499       | 45,66        | 45 678      | 50,00       | 13     |
|                |                                    |              |              |             |             |        |
|                | Les Verts                          | 3 197        | 2,58         |             |             |        |
|                | Génération écologie                | 2 935        | 2,37         |             |             |        |
| Écologistes    | Écologistes                        | 6 132        | 4,95         |             |             |        |
|                |                                    |              |              |             |             |        |
| Inscrits       | Inscrits                           | 169 129      | 100,00       | 128 864     | 100,00      |        |
| Abstention     | Abstention                         | 38 141       | 22,00        | 30 798      | 23,90       |        |
| Votants        | Votants                            | 130 988      | 77,45        | 98 066      | 76,10       |        |
| Blancs et nuls | Blancs et nuls                     | 7 230        | 5,52         | 6 694       | 6,83        |        |
| Exprimés       | Exprimés                           | 123 758      | 94,48        | 91 372      | 93,17       |        |

## Résultats par canton

### Canton de Beaumont
| Candidats      | Candidats                  | Étiquette      | Premier tour | Premier tour | Second tour | Second tour |
| Candidats      | Candidats                  | Étiquette      | Voix         | %            | Voix        | %           |
| -------------- | -------------------------- | -------------- | ------------ | ------------ | ----------- | ----------- |
|                | Paul Testut*               | PS             | 861          | 39,59        | 1 263       | 59,07       |
|                | Jacques Dutour             | DVD            | 580          | 26,67        | 875         | 40,93       |
|                | Jean-Pierre Fayol          | UDF            | 318          | 14,62        | Retrait     | Retrait     |
|                | Jean-Pierre Debaudringhien | Verts          | 117          | 5,38         |             |             |
|                | Yves Dudes                 | PCF            | 103          | 4,74         |             |             |
|                | Robert Dubois              | DVD            | 100          | 4,60         |             |             |
|                | Mauricette Faure           | FN             | 96           | 4,41         |             |             |
|                |                            |                |              |              |             |             |
| Inscrits       | Inscrits                   | Inscrits       | 2 846        | 100,00       | 2 845       | 100,00      |
| Abstention     | Abstention                 | Abstention     | 542          | 19,04        | 546         | 19,19       |
| Votants        | Votants                    | Votants        | 2 304        | 80,96        | 2 299       | 80,81       |
| Blancs et nuls | Blancs et nuls             | Blancs et nuls | 129          | 5,60         | 161         | 7,00        |
| Exprimés       | Exprimés                   | Exprimés       | 2 175        | 94,40        | 2 138       | 93,00       |

### Canton de Bergerac-1
| Candidats      | Candidats             | Étiquette      | Premier tour | Premier tour | Second tour | Second tour |
| Candidats      | Candidats             | Étiquette      | Voix         | %            | Voix        | %           |
| -------------- | --------------------- | -------------- | ------------ | ------------ | ----------- | ----------- |
|                | Katherine Traissac    | UDF            | 3 443        | 32,85        | 6 312       | 66,84       |
|                | Christophe Manet*     | PS             | 2 063        | 19,69        | 3 131       | 33,16       |
|                | Robert Baconnet       | FN             | 1 290        | 12,31        |             |             |
|                | Irene Sapir           | PCF            | 800          | 7,63         |             |             |
|                | Daniel Philippe       | Verts          | 780          | 7,44         |             |             |
|                | Jean-Pierre Boissavit | DVD            | 515          | 4,91         |             |             |
|                | Louis Grand           | UDF            | 512          | 4,89         |             |             |
|                | Andre Vidal           | GE             | 511          | 4,88         |             |             |
|                | Henri Pasquet         | EXG            | 451          | 4,30         |             |             |
|                | Oscar Hernandez       | DVD            | 115          | 1,10         |             |             |
|                | Sylvestre Morabito    | DVD            | 0            | 0,00         |             |             |
|                |                       |                |              |              |             |             |
| Inscrits       | Inscrits              | Inscrits       | 15 086       | 100,00       | 15 069      | 100,00      |
| Abstention     | Abstention            | Abstention     | 3 983        | 26,40        | 4 377       | 29,05       |
| Votants        | Votants               | Votants        | 11 103       | 73,60        | 10 692      | 70,95       |
| Blancs et nuls | Blancs et nuls        | Blancs et nuls | 623          | 5,61         | 1 249       | 11,68       |
| Exprimés       | Exprimés              | Exprimés       | 10 480       | 94,39        | 9 443       | 88,32       |

### Canton de Bergerac-2
| Candidats      | Candidats         | Étiquette      | Premier tour | Premier tour | Second tour | Second tour |
| Candidats      | Candidats         | Étiquette      | Voix         | %            | Voix        | %           |
| -------------- | ----------------- | -------------- | ------------ | ------------ | ----------- | ----------- |
|                | Jean Chagneau*    | PS             | 2 881        | 36,28        | 3 565       | 48,46       |
|                | Daniel Garrigue   | RPR            | 2 452        | 30,87        | 3 792       | 51,54       |
|                | Georges Bonningue | Verts          | 938          | 11,81        |             |             |
|                | Claude Le Solleu  | FN             | 877          | 11,04        |             |             |
|                | Claude Lhaumond   | PCF            | 794          | 10,00        |             |             |
|                |                   |                |              |              |             |             |
| Inscrits       | Inscrits          | Inscrits       | 10 947       | 100,00       | 10 942      | 100,00      |
| Abstention     | Abstention        | Abstention     | 2 465        | 22,52        | 2 939       | 26,86       |
| Votants        | Votants           | Votants        | 8 482        | 77,48        | 8 003       | 73,14       |
| Blancs et nuls | Blancs et nuls    | Blancs et nuls | 540          | 6,37         | 646         | 8,07        |
| Exprimés       | Exprimés          | Exprimés       | 7 942        | 93,63        | 7 357       | 91,93       |

### Canton de Brantôme
| Candidats      | Candidats                | Étiquette      | Premier tour | Premier tour |
| Candidats      | Candidats                | Étiquette      | Voix         | %            |
| -------------- | ------------------------ | -------------- | ------------ | ------------ |
|                | Jean-Louis Villechanoux* | PRG            | 1 933        | 50,51        |
|                | Philippe Laxton          | UDF            | 1 178        | 30,78        |
|                | Jean Delorme             | FN             | 281          | 7,34         |
|                | Serge Berbineau          | PCF            | 253          | 6,61         |
|                | Jean-François Redondo    | UDF            | 182          | 4,76         |
|                |                          |                |              |              |
| Inscrits       | Inscrits                 | Inscrits       | 5 444        | 100,00       |
| Abstention     | Abstention               | Abstention     | 1 259        | 23,13        |
| Votants        | Votants                  | Votants        | 4 185        | 76,87        |
| Blancs et nuls | Blancs et nuls           | Blancs et nuls | 358          | 8,55         |
| Exprimés       | Exprimés                 | Exprimés       | 3 827        | 91,45        |

### Canton du Bugue
| Candidats      | Candidats       | Étiquette      | Premier tour | Premier tour |
| Candidats      | Candidats       | Étiquette      | Voix         | %            |
| -------------- | --------------- | -------------- | ------------ | ------------ |
|                | Gérard Fayolle* | RPR            | 1 706        | 60,73        |
|                | Félix Chiocca   | PS             | 626          | 22,29        |
|                | Jean-Paul Dubos | PCF            | 217          | 7,73         |
|                | Yves Graff      | FN             | 142          | 5,06         |
|                | Laurence Hernio | GE             | 118          | 4,20         |
|                |                 |                |              |              |
| Inscrits       | Inscrits        | Inscrits       | 3 673        | 100,00       |
| Abstention     | Abstention      | Abstention     | 741          | 20,17        |
| Votants        | Votants         | Votants        | 2 932        | 79,83        |
| Blancs et nuls | Blancs et nuls  | Blancs et nuls | 123          | 4,20         |
| Exprimés       | Exprimés        | Exprimés       | 2 809        | 95,80        |

### Canton de Bussière-Badil
| Candidats      | Candidats                | Étiquette      | Premier tour | Premier tour | Second tour | Second tour |
| Candidats      | Candidats                | Étiquette      | Voix         | %            | Voix        | %           |
| -------------- | ------------------------ | -------------- | ------------ | ------------ | ----------- | ----------- |
|                | Bernard Bioulac*         | PS             | 1 175        | 42,85        | 1 472       | 51,41       |
|                | Frédéric de Saint-Sernin | RPR            | 1 156        | 42,16        | 1 391       | 48,59       |
|                | Gérard Chateaux          | PCF            | 347          | 12,65        |             |             |
|                | Alain de Ruffray         | FN             | 64           | 2,33         |             |             |
|                |                          |                |              |              |             |             |
| Inscrits       | Inscrits                 | Inscrits       | 6 536        | 100,00       | 3 535       | 100,00      |
| Abstention     | Abstention               | Abstention     | 3 609        | 55,22        | 558         | 15,79       |
| Votants        | Votants                  | Votants        | 2 927        | 44,78        | 2 977       | 84,21       |
| Blancs et nuls | Blancs et nuls           | Blancs et nuls | 185          | 6,32         | 114         | 3,83        |
| Exprimés       | Exprimés                 | Exprimés       | 2 742        | 93,68        | 2 863       | 96,17       |

### Canton du Buisson-de-Cadouin
| Candidats      | Candidats            | Étiquette      | Premier tour | Premier tour |
| Candidats      | Candidats            | Étiquette      | Voix         | %            |
| -------------- | -------------------- | -------------- | ------------ | ------------ |
|                | Pierre Chaussade*    | DVD            | 1 082        | 52,14        |
|                | Alain Bordes         | PS             | 679          | 32,72        |
|                | Georges Mary         | PCF            | 200          | 9,64         |
|                | Jean-Jacques Bourdee | FN             | 114          | 5,49         |
|                |                      |                |              |              |
| Inscrits       | Inscrits             | Inscrits       | 2 927        | 100,00       |
| Abstention     | Abstention           | Abstention     | 690          | 23,57        |
| Votants        | Votants              | Votants        | 2 237        | 76,43        |
| Blancs et nuls | Blancs et nuls       | Blancs et nuls | 162          | 7,24         |
| Exprimés       | Exprimés             | Exprimés       | 2 075        | 92,76        |

### Canton de Hautefort
| Candidats      | Candidats           | Étiquette      | Premier tour | Premier tour |
| Candidats      | Candidats           | Étiquette      | Voix         | %            |
| -------------- | ------------------- | -------------- | ------------ | ------------ |
|                | Jean-Marie Queyroi* | PS             | 1 546        | 52,48        |
|                | René Géraud         | RPR            | 990          | 33,60        |
|                | Israel Lipchitz     | PCF            | 170          | 5,77         |
|                | Georges Gareyte     | GE             | 124          | 4,21         |
|                | Paul Bonneau        | FN             | 116          | 3,94         |
|                |                     |                |              |              |
| Inscrits       | Inscrits            | Inscrits       | 3 702        | 100,00       |
| Abstention     | Abstention          | Abstention     | 642          | 17,34        |
| Votants        | Votants             | Votants        | 3 060        | 82,66        |
| Blancs et nuls | Blancs et nuls      | Blancs et nuls | 114          | 3,73         |
| Exprimés       | Exprimés            | Exprimés       | 2 946        | 96,27        |

*sortant

### Canton de Jumilhac-le-Grand
| Candidats      | Candidats          | Étiquette      | Premier tour | Premier tour | Second tour | Second tour |
| Candidats      | Candidats          | Étiquette      | Voix         | %            | Voix        | %           |
| -------------- | ------------------ | -------------- | ------------ | ------------ | ----------- | ----------- |
|                | Jean-Noël Laleu*   | RPR            | 1 621        | 45,64        | 1 957       | 53,63       |
|                | Guy Besse          | PCF            | 967          | 27,22        | 1 692       | 46,37       |
|                | Bernard Vauriac    | PS             | 835          | 23,51        | Retrait     | Retrait     |
|                | Philippe de Chivre | FN             | 129          | 3,63         |             |             |
|                |                    |                |              |              |             |             |
| Inscrits       | Inscrits           | Inscrits       | 4 507        | 100,00       | 4 500       | 100,00      |
| Abstention     | Abstention         | Abstention     | 719          | 15,95        | 692         | 15,38       |
| Votants        | Votants            | Votants        | 3 788        | 84,05        | 3 808       | 84,62       |
| Blancs et nuls | Blancs et nuls     | Blancs et nuls | 236          | 6,23         | 159         | 4,18        |
| Exprimés       | Exprimés           | Exprimés       | 3 552        | 93,77        | 3 649       | 95,82       |

### Canton de La Force
| Candidats      | Candidats           | Étiquette      | Premier tour | Premier tour | Second tour | Second tour |
| Candidats      | Candidats           | Étiquette      | Voix         | %            | Voix        | %           |
| -------------- | ------------------- | -------------- | ------------ | ------------ | ----------- | ----------- |
|                | Francois Lasternas* | PS             | 2 306        | 40,63        | 3 042       | 57,07       |
|                | Jean-Paul Chaume    | DVD            | 1 858        | 32,74        | 2 288       | 42,93       |
|                | Christian Aubertie  | PCF            | 1 056        | 18,61        | Retrait     | Retrait     |
|                | Jacques Petretti    | FN             | 455          | 8,02         |             |             |
|                |                     |                |              |              |             |             |
| Inscrits       | Inscrits            | Inscrits       | 7 743        | 100,00       | 7 742       | 100,00      |
| Abstention     | Abstention          | Abstention     | 1 695        | 21,89        | 2 013       | 26,00       |
| Votants        | Votants             | Votants        | 6 048        | 78,11        | 5 729       | 74,00       |
| Blancs et nuls | Blancs et nuls      | Blancs et nuls | 373          | 6,17         | 399         | 6,96        |
| Exprimés       | Exprimés            | Exprimés       | 5 675        | 93,83        | 5 330       | 93,04       |

### Canton de Lalinde
| Candidats      | Candidats          | Étiquette      | Premier tour | Premier tour | Second tour | Second tour |
| Candidats      | Candidats          | Étiquette      | Voix         | %            | Voix        | %           |
| -------------- | ------------------ | -------------- | ------------ | ------------ | ----------- | ----------- |
|                | Philippe Dudreuilh | RPR            | 1 922        | 38,39        | 2 542       | 51,49       |
|                | Michel Suchod*     | PS             | 1 599        | 31,94        | 2 395       | 48,51       |
|                | Laurent Perea      | PCF            | 609          | 12,17        |             |             |
|                | Henri Saux         | FN             | 312          | 6,23         |             |             |
|                | Didier Gouze       | GE             | 291          | 5,81         |             |             |
|                | Serge Labasse      | Verts          | 273          | 5,45         |             |             |
|                |                    |                |              |              |             |             |
| Inscrits       | Inscrits           | Inscrits       | 6 625        | 100,00       | 6 622       | 100,00      |
| Abstention     | Abstention         | Abstention     | 1 322        | 19,95        | 1 373       | 20,73       |
| Votants        | Votants            | Votants        | 5 303        | 80,05        | 5 249       | 79,27       |
| Blancs et nuls | Blancs et nuls     | Blancs et nuls | 297          | 5,60         | 312         | 5,94        |
| Exprimés       | Exprimés           | Exprimés       | 5 006        | 94,40        | 4 937       | 94,06       |

### Canton de Lanouaille
| Candidats      | Candidats               | Étiquette      | Premier tour | Premier tour | Second tour | Second tour |
| Candidats      | Candidats               | Étiquette      | Voix         | %            | Voix        | %           |
| -------------- | ----------------------- | -------------- | ------------ | ------------ | ----------- | ----------- |
|                | Jane Lataste*           | UDF            | 1 725        | 41,65        | 2 045       | 51,04       |
|                | Jean-Michel Lamassiaude | PS             | 1 376        | 33,22        | 1 962       | 48,96       |
|                | Camille Claud           | PCF            | 923          | 22,28        | Retrait     | Retrait     |
|                | Edmond Beyneix          | FN             | 118          | 2,85         |             |             |
|                |                         |                |              |              |             |             |
| Inscrits       | Inscrits                | Inscrits       | 5 123        | 100,00       | 5 116       | 100,00      |
| Abstention     | Abstention              | Abstention     | 750          | 14,64        | 819         | 16,01       |
| Votants        | Votants                 | Votants        | 4 373        | 85,36        | 4 297       | 83,99       |
| Blancs et nuls | Blancs et nuls          | Blancs et nuls | 231          | 5,28         | 290         | 6,75        |
| Exprimés       | Exprimés                | Exprimés       | 4 142        | 94,72        | 4 007       | 93,25       |

### Canton de Montagrier
| Candidats      | Candidats         | Étiquette      | Premier tour | Premier tour | Second tour | Second tour |
| Candidats      | Candidats         | Étiquette      | Voix         | %            | Voix        | %           |
| -------------- | ----------------- | -------------- | ------------ | ------------ | ----------- | ----------- |
|                | Michel Debet      | PS             | 1 502        | 48,08        | 1 659       | 51,96       |
|                | Henri Lacour*     | DVD            | 1 360        | 43,53        | 1 534       | 48,04       |
|                | Gabriel Chapeyrou | PCF            | 174          | 5,57         |             |             |
|                | Abel Duez         | FN             | 88           | 2,82         |             |             |
|                |                   |                |              |              |             |             |
| Inscrits       | Inscrits          | Inscrits       | 3 824        | 100,00       | 3 821       | 100,00      |
| Abstention     | Abstention        | Abstention     | 538          | 14,07        | 538         | 14,08       |
| Votants        | Votants           | Votants        | 3 286        | 85,93        | 3 283       | 85,92       |
| Blancs et nuls | Blancs et nuls    | Blancs et nuls | 162          | 4,93         | 90          | 2,74        |
| Exprimés       | Exprimés          | Exprimés       | 3 124        | 95,07        | 3 193       | 97,26       |

### Canton de Montignac
| Candidats      | Candidats        | Étiquette      | Premier tour | Premier tour | Second tour | Second tour |
| Candidats      | Candidats        | Étiquette      | Voix         | %            | Voix        | %           |
| -------------- | ---------------- | -------------- | ------------ | ------------ | ----------- | ----------- |
|                | Jean Burg*       | PS             | 2 234        | 44,13        | 2 764       | 58,55       |
|                | Guy Berbesson    | DVD            | 1 574        | 31,09        | 1 957       | 41,45       |
|                | Gerald Lavene    | PCF            | 593          | 11,71        |             |             |
|                | Francis Gratadou | GE             | 414          | 8,18         |             |             |
|                | Jeanne Robichez  | FN             | 247          | 4,88         |             |             |
|                |                  |                |              |              |             |             |
| Inscrits       | Inscrits         | Inscrits       | 6 645        | 100,00       | 6 642       | 100,00      |
| Abstention     | Abstention       | Abstention     | 1 290        | 19,41        | 1 546       | 23,28       |
| Votants        | Votants          | Votants        | 5 355        | 80,59        | 5 096       | 76,72       |
| Blancs et nuls | Blancs et nuls   | Blancs et nuls | 293          | 5,47         | 375         | 7,36        |
| Exprimés       | Exprimés         | Exprimés       | 5 062        | 94,53        | 4 721       | 92,64       |

### Canton de Montpon-Ménestérol
| Candidats      | Candidats            | Étiquette      | Premier tour | Premier tour | Second tour | Second tour |
| Candidats      | Candidats            | Étiquette      | Voix         | %            | Voix        | %           |
| -------------- | -------------------- | -------------- | ------------ | ------------ | ----------- | ----------- |
|                | Pierre Fauret        | RPR            | 1 966        | 32,77        | 2 554       | 45,49       |
|                | Jean-Claude Grégoire | DVD            | 1 900        | 31,67        | 3 060       | 54,51       |
|                | Michel Arretche      | PS             | 1 502        | 25,04        | Retrait     | Retrait     |
|                | Albert Richard       | PCF            | 343          | 5,72         |             |             |
|                | Eliane Bourdee       | FN             | 288          | 4,80         |             |             |
|                |                      |                |              |              |             |             |
| Inscrits       | Inscrits             | Inscrits       | 8 007        | 100,00       | 8 007       | 100,00      |
| Abstention     | Abstention           | Abstention     | 1 703        | 21,27        | 1 945       | 24,29       |
| Votants        | Votants              | Votants        | 6 304        | 78,73        | 6 062       | 75,71       |
| Blancs et nuls | Blancs et nuls       | Blancs et nuls | 305          | 4,84         | 448         | 7,39        |
| Exprimés       | Exprimés             | Exprimés       | 5 999        | 95,16        | 5 614       | 92,61       |

### Canton de Nontron
| Candidats      | Candidats          | Étiquette      | Premier tour | Premier tour |
| Candidats      | Candidats          | Étiquette      | Voix         | %            |
| -------------- | ------------------ | -------------- | ------------ | ------------ |
|                | René Dutin*        | PCF            | 3 119        | 53,48        |
|                | Pierre Giry        | RPR            | 1 585        | 27,18        |
|                | Guy Lastere        | PS             | 455          | 7,80         |
|                | Pierre Treins      | PS             | 258          | 4,42         |
|                | Pierre Charpentier | FN             | 223          | 3,82         |
|                | Patrice Marcelly   | GE             | 192          | 3,29         |
|                |                    |                |              |              |
| Inscrits       | Inscrits           | Inscrits       | 7 493        | 100,00       |
| Abstention     | Abstention         | Abstention     | 1 305        | 17,42        |
| Votants        | Votants            | Votants        | 6 188        | 82,58        |
| Blancs et nuls | Blancs et nuls     | Blancs et nuls | 356          | 5,75         |
| Exprimés       | Exprimés           | Exprimés       | 5 832        | 94,25        |

### Canton de Périgueux-Nord-Est
| Candidats      | Candidats         | Étiquette      | Premier tour | Premier tour | Second tour | Second tour |
| Candidats      | Candidats         | Étiquette      | Voix         | %            | Voix        | %           |
| -------------- | ----------------- | -------------- | ------------ | ------------ | ----------- | ----------- |
|                | Michel Lopez*     | RPR            | 3 558        | 40,04        | 4 275       | 49,69       |
|                | Francis Colbac    | PCF            | 2 742        | 30,86        | 4 329       | 50,31       |
|                | Jacques Hourcabie | PS             | 1 364        | 15,35        | Retrait     | Retrait     |
|                | Claude Labetaa    | Verts          | 673          | 7,57         |             |             |
|                | Michel Courtois   | FN             | 549          | 6,18         |             |             |
|                |                   |                |              |              |             |             |
| Inscrits       | Inscrits          | Inscrits       | 12 399       | 100,00       | 12 399      | 100,00      |
| Abstention     | Abstention        | Abstention     | 2 997        | 24,17        | 3 276       | 26,42       |
| Votants        | Votants           | Votants        | 9 402        | 75,83        | 9 123       | 73,58       |
| Blancs et nuls | Blancs et nuls    | Blancs et nuls | 516          | 5,49         | 519         | 5,69        |
| Exprimés       | Exprimés          | Exprimés       | 8 886        | 94,51        | 8 604       | 94,31       |

### Canton de Périgueux-Ouest
| Candidats      | Candidats             | Étiquette      | Premier tour | Premier tour | Second tour | Second tour |
| Candidats      | Candidats             | Étiquette      | Voix         | %            | Voix        | %           |
| -------------- | --------------------- | -------------- | ------------ | ------------ | ----------- | ----------- |
|                | Michel Dasseux*       | PS             | 3 973        | 39,02        | 5 355       | 58,54       |
|                | Alain-Pierre Chabanne | UDF            | 2 774        | 27,25        | 3 793       | 41,46       |
|                | Camille Daboir        | PCF            | 1 715        | 16,85        | Retrait     | Retrait     |
|                | Chantal Merchadou     | GE             | 666          | 6,54         |             |             |
|                | Jacques Ricard        | FN             | 637          | 6,26         |             |             |
|                | Nicole Riou           | Verts          | 416          | 4,09         |             |             |
|                |                       |                |              |              |             |             |
| Inscrits       | Inscrits              | Inscrits       | 14 582       | 100,00       | 14 582      | 100,00      |
| Abstention     | Abstention            | Abstention     | 3 792        | 26,00        | 4 480       | 30,72       |
| Votants        | Votants               | Votants        | 10 790       | 74,00        | 10 102      | 69,28       |
| Blancs et nuls | Blancs et nuls        | Blancs et nuls | 609          | 5,64         | 954         | 9,44        |
| Exprimés       | Exprimés              | Exprimés       | 10 181       | 94,36        | 9 148       | 90,56       |

### Canton de Salignac-Eyvignes
| Candidats      | Candidats            | Étiquette      | Premier tour | Premier tour | Second tour | Second tour |
| Candidats      | Candidats            | Étiquette      | Voix         | %            | Voix        | %           |
| -------------- | -------------------- | -------------- | ------------ | ------------ | ----------- | ----------- |
|                | Serge Laval          | DVD            | 780          | 32,73        | 1 297       | 54,22       |
|                | Gilbert Fournier*    | PS             | 760          | 31,89        | 1 095       | 45,78       |
|                | Louis Muzac          | DVD            | 375          | 15,74        | Retrait     | Retrait     |
|                | Jean-Claude Grégory  | RPR            | 120          | 5,04         |             |             |
|                | Jeannine Delpy       | DVD            | 117          | 4,91         |             |             |
|                | Vianney Le Vacon     | PCF            | 90           | 3,78         |             |             |
|                | Marie-Noëlle Delpech | GE             | 73           | 3,06         |             |             |
|                | Cécile Senejoux      | FN             | 68           | 2,85         |             |             |
|                |                      |                |              |              |             |             |
| Inscrits       | Inscrits             | Inscrits       | 2 956        | 100,00       | 2 956       | 100,00      |
| Abstention     | Abstention           | Abstention     | 471          | 15,93        | 460         | 15,56       |
| Votants        | Votants              | Votants        | 2 485        | 84,07        | 2 496       | 84,44       |
| Blancs et nuls | Blancs et nuls       | Blancs et nuls | 102          | 4,10         | 104         | 4,17        |
| Exprimés       | Exprimés             | Exprimés       | 2 383        | 95,90        | 2 392       | 95,83       |

### Canton de Sarlat-la-Canéda
| Candidats      | Candidats               | Étiquette      | Premier tour | Premier tour | Second tour | Second tour |
| Candidats      | Candidats               | Étiquette      | Voix         | %            | Voix        | %           |
| -------------- | ----------------------- | -------------- | ------------ | ------------ | ----------- | ----------- |
|                | Jean-Jacques de Peretti | RPR            | 3 458        | 40,75        | 4 418       | 51,75       |
|                | Louis Delmon*           | PCF            | 2 339        | 27,57        | 4 120       | 48,25       |
|                | Jean-Pierre Doursat     | PS             | 1 669        | 19,67        | Retrait     | Retrait     |
|                | Alain Armagnac          | GE             | 373          | 4,40         |             |             |
|                | Daniel Chavaroche       | EXG            | 340          | 4,01         |             |             |
|                | Jacques Robichez        | FN             | 306          | 3,61         |             |             |
|                |                         |                |              |              |             |             |
| Inscrits       | Inscrits                | Inscrits       | 11 402       | 100,00       | 11 400      | 100,00      |
| Abstention     | Abstention              | Abstention     | 2 607        | 22,86        | 2 491       | 21,85       |
| Votants        | Votants                 | Votants        | 8 795        | 77,14        | 8 909       | 78,15       |
| Blancs et nuls | Blancs et nuls          | Blancs et nuls | 310          | 3,52         | 371         | 4,16        |
| Exprimés       | Exprimés                | Exprimés       | 8 485        | 96,48        | 8 538       | 95,84       |

### Canton de Savignac-les-Églises
| Candidats      | Candidats           | Étiquette      | Premier tour | Premier tour | Second tour | Second tour |
| Candidats      | Candidats           | Étiquette      | Voix         | %            | Voix        | %           |
| -------------- | ------------------- | -------------- | ------------ | ------------ | ----------- | ----------- |
|                | Georges Delbigot    | DVD            | 2 299        | 45,35        | 2 652       | 51,86       |
|                | Ginette Rebière*    | PS             | 1 966        | 38,78        | 2 462       | 48,14       |
|                | Jean-Claude Pinault | PCF            | 575          | 11,34        |             |             |
|                | Jean-Yves Cartier   | FN             | 229          | 4,52         |             |             |
|                |                     |                |              |              |             |             |
| Inscrits       | Inscrits            | Inscrits       | 6 427        | 100,00       | 6 426       | 100,00      |
| Abstention     | Abstention          | Abstention     | 1 076        | 16,74        | 1 084       | 16,87       |
| Votants        | Votants             | Votants        | 5 351        | 83,26        | 5 342       | 83,13       |
| Blancs et nuls | Blancs et nuls      | Blancs et nuls | 282          | 5,27         | 228         | 4,27        |
| Exprimés       | Exprimés            | Exprimés       | 5 069        | 94,73        | 5 114       | 95,73       |

### Canton de Sigoules
| Candidats      | Candidats              | Étiquette      | Premier tour | Premier tour | Second tour | Second tour |
| Candidats      | Candidats              | Étiquette      | Voix         | %            | Voix        | %           |
| -------------- | ---------------------- | -------------- | ------------ | ------------ | ----------- | ----------- |
|                | Michel Bourgeois*      | PS             | 2 035        | 45,46        | 2 328       | 53,84       |
|                | Jean-Pierre Peyrebrune | DVD            | 1 399        | 31,26        | 1 996       | 46,16       |
|                | Patrice de Crissey     | FN             | 384          | 8,58         |             |             |
|                | Michel Labreigne       | PCF            | 361          | 8,07         |             |             |
|                | Michel Colombet        | UDF            | 297          | 6,64         |             |             |
|                |                        |                |              |              |             |             |
| Inscrits       | Inscrits               | Inscrits       | 6 260        | 100,00       | 6 260       | 100,00      |
| Abstention     | Abstention             | Abstention     | 1 439        | 22,99        | 1 661       | 26,53       |
| Votants        | Votants                | Votants        | 4 821        | 77,01        | 4 599       | 73,47       |
| Blancs et nuls | Blancs et nuls         | Blancs et nuls | 345          | 7,16         | 275         | 5,98        |
| Exprimés       | Exprimés               | Exprimés       | 4 476        | 92,84        | 4 324       | 94,02       |

### Canton de Vergt
| Candidats      | Candidats               | Étiquette      | Premier tour | Premier tour |
| Candidats      | Candidats               | Étiquette      | Voix         | %            |
| -------------- | ----------------------- | -------------- | ------------ | ------------ |
|                | Jean-Pierre Saint-Amand | PS             | 1 954        | 55,92        |
|                | Philippe Cornet         | DVD            | 1 228        | 35,15        |
|                | Richard Chapoulie       | PCF            | 186          | 5,32         |
|                | Maurice Villate         | FN             | 126          | 3,61         |
|                |                         |                |              |              |
| Inscrits       | Inscrits                | Inscrits       | 4 252        | 100,00       |
| Abstention     | Abstention              | Abstention     | 641          | 15,08        |
| Votants        | Votants                 | Votants        | 3 611        | 84,92        |
| Blancs et nuls | Blancs et nuls          | Blancs et nuls | 117          | 3,24         |
| Exprimés       | Exprimés                | Exprimés       | 3 494        | 96,76        |

### Canton de Verteillac
| Candidats      | Candidats         | Étiquette      | Premier tour | Premier tour |
| Candidats      | Candidats         | Étiquette      | Voix         | %            |
| -------------- | ----------------- | -------------- | ------------ | ------------ |
|                | Marc Etourneaud*  | UDF            | 1 597        | 51,92        |
|                | Marcel Poupard    | PS             | 987          | 32,09        |
|                | Gerard Forilliere | PCF            | 317          | 10,31        |
|                | Pierre Boniface   | FN             | 175          | 5,69         |
|                |                   |                |              |              |
| Inscrits       | Inscrits          | Inscrits       | 4 068        | 100,00       |
| Abstention     | Abstention        | Abstention     | 774          | 19,03        |
| Votants        | Votants           | Votants        | 3 294        | 80,97        |
| Blancs et nuls | Blancs et nuls    | Blancs et nuls | 218          | 6,62         |
| Exprimés       | Exprimés          | Exprimés       | 3 076        | 93,38        |

### Canton de Villefranche-de-Lonchat
| Candidats      | Candidats         | Étiquette      | Premier tour | Premier tour |
| Candidats      | Candidats         | Étiquette      | Voix         | %            |
| -------------- | ----------------- | -------------- | ------------ | ------------ |
|                | Roger Guionneau*  | DVD            | 1 759        | 69,17        |
|                | Janick Rousseille | PS             | 340          | 13,37        |
|                | Alain Marchal     | GE             | 173          | 6,80         |
|                | René Boyer        | FN             | 154          | 6,06         |
|                | Francis Joubert   | PCF            | 117          | 4,60         |
|                |                   |                |              |              |
| Inscrits       | Inscrits          | Inscrits       | 3 495        | 100,00       |
| Abstention     | Abstention        | Abstention     | 786          | 22,49        |
| Votants        | Votants           | Votants        | 2 709        | 77,51        |
| Blancs et nuls | Blancs et nuls    | Blancs et nuls | 166          | 6,13         |
| Exprimés       | Exprimés          | Exprimés       | 2 543        | 93,87        |

### Canton de Villefranche-du-Périgord
| Candidats      | Candidats              | Étiquette      | Premier tour | Premier tour |
| Candidats      | Candidats              | Étiquette      | Voix         | %            |
| -------------- | ---------------------- | -------------- | ------------ | ------------ |
|                | Jean-Yves Martegoutte* | DVD            | 1 290        | 72,59        |
|                | Henry Pradeaux         | PS             | 359          | 20,20        |
|                | Pierre Rimonteil       | PCF            | 88           | 4,95         |
|                | Rene Verjus            | FN             | 40           | 2,25         |
|                |                        |                |              |              |
| Inscrits       | Inscrits               | Inscrits       | 2 160        | 100,00       |
| Abstention     | Abstention             | Abstention     | 305          | 14,12        |
| Votants        | Votants                | Votants        | 1 855        | 85,88        |
| Blancs et nuls | Blancs et nuls         | Blancs et nuls | 78           | 4,20         |
| Exprimés       | Exprimés               | Exprimés       | 1 777        | 95,80        |